# Pleurotomaria nikitini
Pleurotomaria nikitini is een fossiele slakkensoort uit de familie van de Pleurotomariidae. De wetenschappelijke naam van de soort is voor het eerst geldig gepubliceerd in 1901 door Fliegel.